# Le Grand Escroc
Cet article concerne le roman de Melville. Pour le film de Godard, voir Les Plus Belles Escroqueries du monde.
Le Grand Escroc (titre original : The Confidence-Man) est un roman de l'écrivain américain Herman Melville paru en 1857.

## Historique
Le Grand Escroc est le dernier roman que Melville publia de son vivant, le dixième en onze ans. Après la publication de ce roman, Melville s'est détourné de l'écriture professionnelle ; il est devenu conférencier, racontant principalement ses voyages à travers le monde et plus tard, pendant dix-neuf ans, il devient un fonctionnaire fédéral. Il a continué à faire de la poésie, mais n'a publié aucun travail de prose majeur après L'Escroc. Billy Budd, le roman trouvé parmi ses papiers après sa mort, n'a été publié qu'en 1924.

## Résumé
À Saint-Louis, sur le bateau à vapeur Fidèle, appareillant pour La Nouvelle-Orléans, on annonce la présence d'un escroc. Mais à chaque débarcadère du Mississippi, l'énorme "riverboat" (bateau à aubes) perd et reçoit de nouveaux passagers...

## Éditions françaises
- 1950 : Le Grand Escroc, traduction de Henri Thomas, Paris : Éditions de Minuit[1].
- 2006 : Le Grand Escroc, traduction de Henri Thomas, Éd. Sillage[2]  (ISBN 2-916266-12-7)
- 2010 : L'Escroc à la confiance, sa mascarade, traduction de Philippe Jaworski, Herman Melville, Bartleby le scribe, Billy Budd, marin et autres romans, Œuvres, IV, notice de David Lapoujade (p. 1197-1231), Bibliothèque de la Pléiade, éditions Gallimard  (ISBN 978-2-07-011806-9)

## Source
Pour les éditions françaises : Bibliothèque nationale de France